# Seznam litovskih skladateljev
Seznam litovskih skladateljev.

## A
- Marijus Adomaitis
- Vaclovas Augustinas

## B
- Vytautas Bacevičius
- Vytautas Barkauskas

## Č
- Mikalojus Konstantinas Čiurlionis (tudi slikar)

## G
- Juozas Gruodis

## J
- Julius Juzeliūnas

## K
- Vytautas Kernagis (kantavtor)
- Bronius Kutavičius

## L
- Elena Laumenskienė (1880-1960)
- Vytautas Landsbergis (muzikolog, politik)

## M
- Algirdas Martinaitis
- Marius Matulevičius
- Rytis Mažulis
- Vytautas Miškinis

## N
- Onutė Narbutaitė

## R
- Raimondas Raspoliauskas
- Linas Rimša

## S
- Elena Stanekaite-Laumyanskene (tudi Stanek, Moráuskienė)

- Česlovas Sasnauskas

## Š
- Raminta Šerkšnytė

## V
- Jazep Vitol
- Ovidijus Vyšniauskas